# Кидкове бомбардування

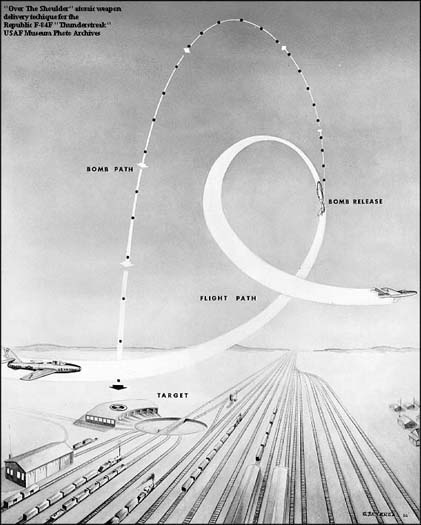
Доставка «через плече».

Кидкове бомбардування (іноді відоме як лофтбомбардування, а ВПС США як система низьковисотного бомбардування, або LABS англ. Low Altitude Bombing System) — це метод бомбардування, при якому атакуючий літак прямує вгору під час випуску бомби, що дає бомбі додатковий час польоту на те, щоб почати свій балістичний шлях з висхідного вектора.
Мета метання бомбардування полягає в тому, щоб компенсувати падіння сили тяжіння бомби в польоті та дозволити літаку бомбити ціль, не пролітаючи безпосередньо над нею. Це робиться для того, щоб уникнути прольоту над сильно захищеною ціллю або щоб віддалити атакуючий літак від ефекту вибуху ядерної (або звичайної) бомби.

## Тактика бомбардування

### Вискок
Під час вибухового бомбардування пілот наближається з низької висоти в горизонтальному польоті та за сигналом комп’ютера піднімається в останній момент, щоб випустити бомбу. Відкидання зазвичай відбувається під кутом від 20° до 75° над горизонталлю, в результаті чого бомба підкидається вгору та вперед, подібно до кидка м’яча з-під пахви.

### Підкидання рівня
Хоча бомбардування "вискок" загалом характеризується заходом на низький рівень, та сама техніка підкидання, починаючи з горизонтального польоту, може бути використана на будь-якій висоті, коли небажано облітати ціль. Додаткова висота під час викиду дає бомбі додатковий час польоту та дальність, ціною (у випадку некерованих боєприпасів) точності через силу вітру та збільшення ефекту від незначного відхилення траєкторії польоту.

### Занурення
Техніка доставки з зануренням була першим методом «кидка» бомбардування, розробленим після Другої світової війни в центрі розробки ракет ВМС США в Іньокерні, штат Каліфорнія, у 1947 році як метод нападу на міцно захищені цілі без надмірної небезпеки для атакуючого літака. Хоча кидкове бомбардування може здаватися прямою протилежністю пікіруючому, коли літак нахиляється вниз, щоб націлитися на ціль, кидкове бомбардування часто виконується з коротким пікіруванням перед тим, як бомбардувальник підніме ніс і випустить бомбу. Цей варіант відомий як «підкидання». Це надає як бомбі, так і літаку додатковий імпульс, тим самим допомагаючи літаку відновити висоту після викиду, а також гарантуючи, що повітряна швидкість у розрахованій точці викиду все ще є достатньою, щоб доставити бомбу до цілі.

### Через плече
Більш динамічний варіант бомбардування через плече або маневр (англ. Low Altitude Bombing System) LABS (система бомбардування на низькій висоті) (відомий пілотам як «петля ідіота») — це особливий вид бомбардування на горищі, коли бомба випускається повз вертикаль, щоб її відкинуло назад до цілі. Цю тактику вперше було оприлюднено 7 травня 1957 року на авіабазі Еглін, коли B-47 почав бомбардування на низькій висоті, різко підтягнувся (3,5 g) у напівпетлю, випустивши бомбу під автоматичним керуванням у заздалегідь визначеній точці в підйом, а потім виконав напівперекид, завершивши маневр, подібний до повороту Іммельмана або половини кубинської вісімки. Бомба деякий час рухалася вгору по високій дузі, перш ніж впасти на ціль, яка була на значній відстані від точки викиду. Тим часом маневр дозволив бомбардувальнику змінити напрямок і віддалитися від цілі.

## Дивись також
- Топмачтове бомбометання
- Стратегічне бомбардування
- Килимове бомбардування